# Gare de Pestszentlőrinc
La gare de Pestszentlőrinc (en hongrois : Pestszentlőrinc vasútállomás) est une gare ferroviaire secondaire de Budapest. 